# Альхенсторф
Альхенсторф (нем. Alchenstorf) — коммуна в Швейцарии, в кантоне Берн.
Входит в состав округа Бургдорф. Население составляет 553 человека (на 31 декабря 2006 года). Официальный код — 0402.